# Chiesa di San Giovanni Bosco (Ayas)
La chiesa di San Giovanni Bosco è un edificio religioso sito a Pracharbon, frazione di Ayas.

## Descrizione

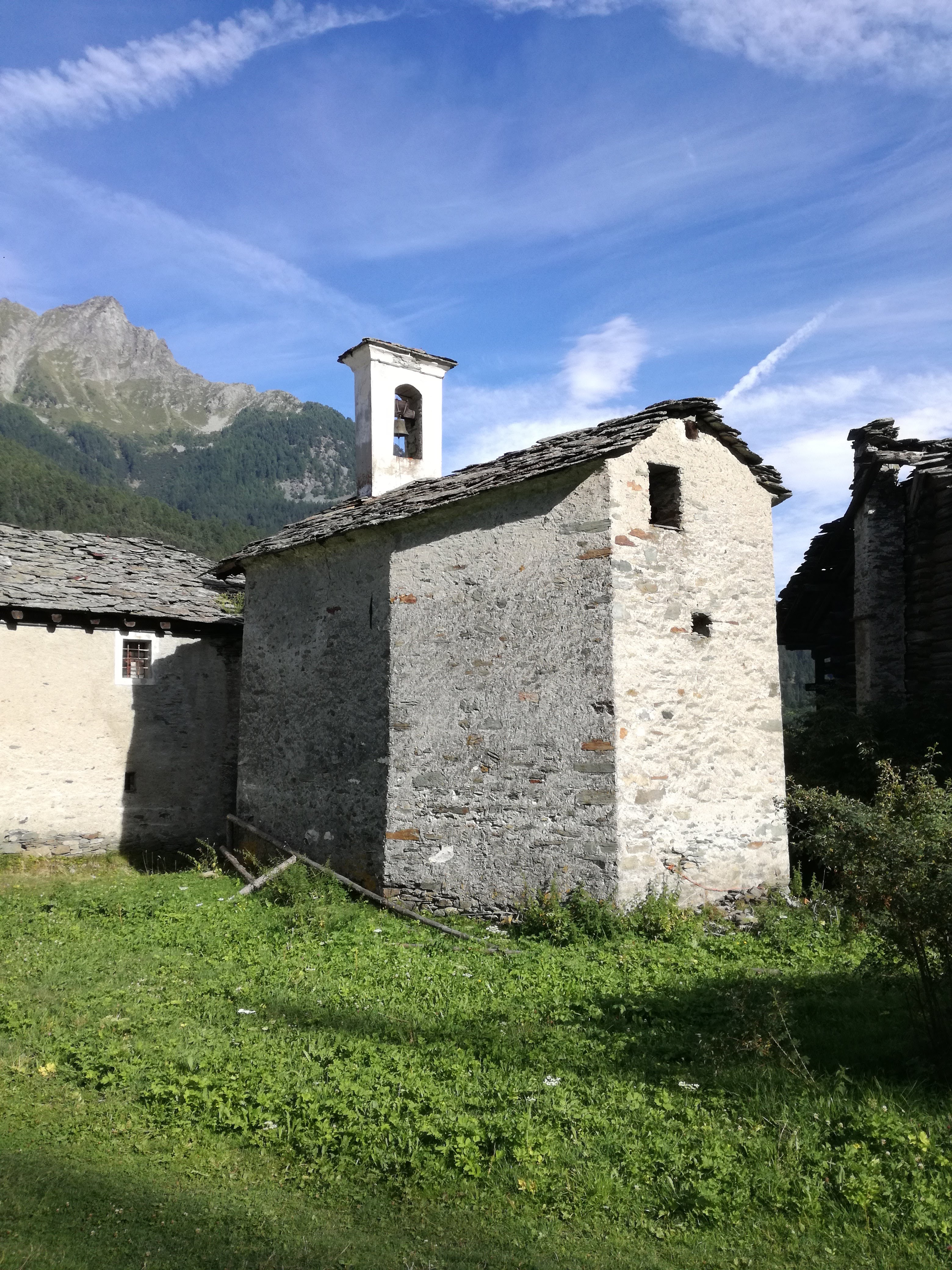
Lato destro e parte absidale della piccola chiesa

La piccola chiesa ha un prospetto principale semplice, a capanna con due spioventi.
Il portale di accesso è architravato e ai lati si trovano due piccole finestre con inferriate.
Nella parte superiore, al centro, un oculo. Solo la facciata principale è intonacata mentre le altre sono in pietra a vista. Il campanile a vela si alza dalla parte anteriore della struttura.